# لو تشي كيونغ
لو تشي كيونغ (بالصينية: 劉志強) هو مدرب كرة قدم ولاعب كرة قدم صيني في مركز الوسط، ولد في 7 يناير 1977 في هونغ كونغ في الصين. شارك مع منتخب هونغ كونغ تحت 23 سنة لكرة القدم ومنتخب هونغ كونغ لكرة القدم. أما مع النوادي، فقد لعب مع نادي سون هي.